# HD 69830 d
HD 69830 d ist ein Exoplanet, der den Hauptreihenstern HD 69830 mit einer Umlaufperiode von 197 Tagen umkreist. Er wurde von Lovis et al. im Jahr 2006 mit Hilfe der Radialgeschwindigkeitsmethode entdeckt. Die große Halbachse der Bahn misst ca. 0,6 Astronomischen Einheiten. Die Mindestmasse des Körpers beträgt ca. 0,06 Jupitermassen.